# Lijst van Argentijnse autosnelwegen

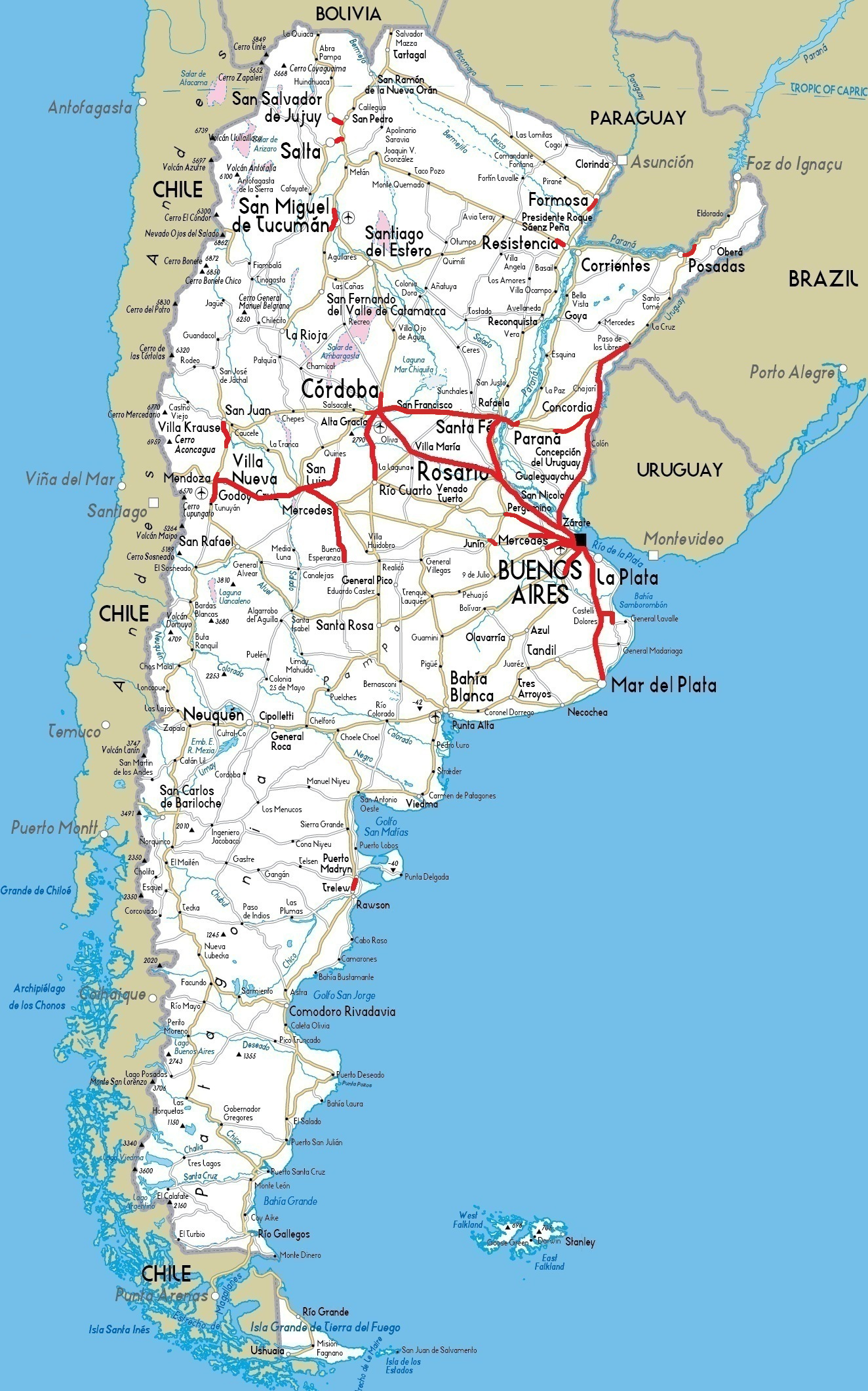
Autosnelwegnet in Argentinië, in rood

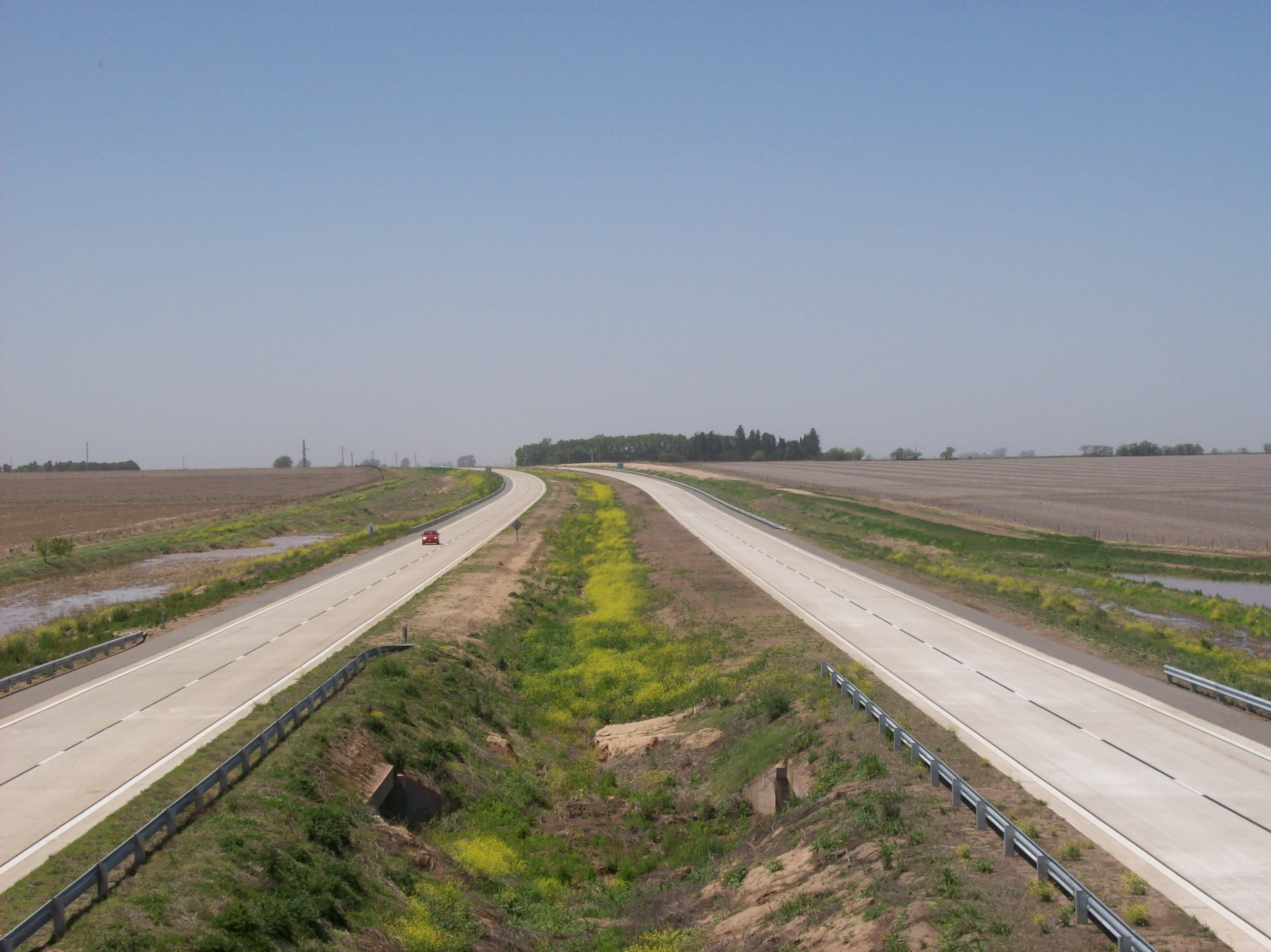
De autosnelweg Rosario-Córdoba

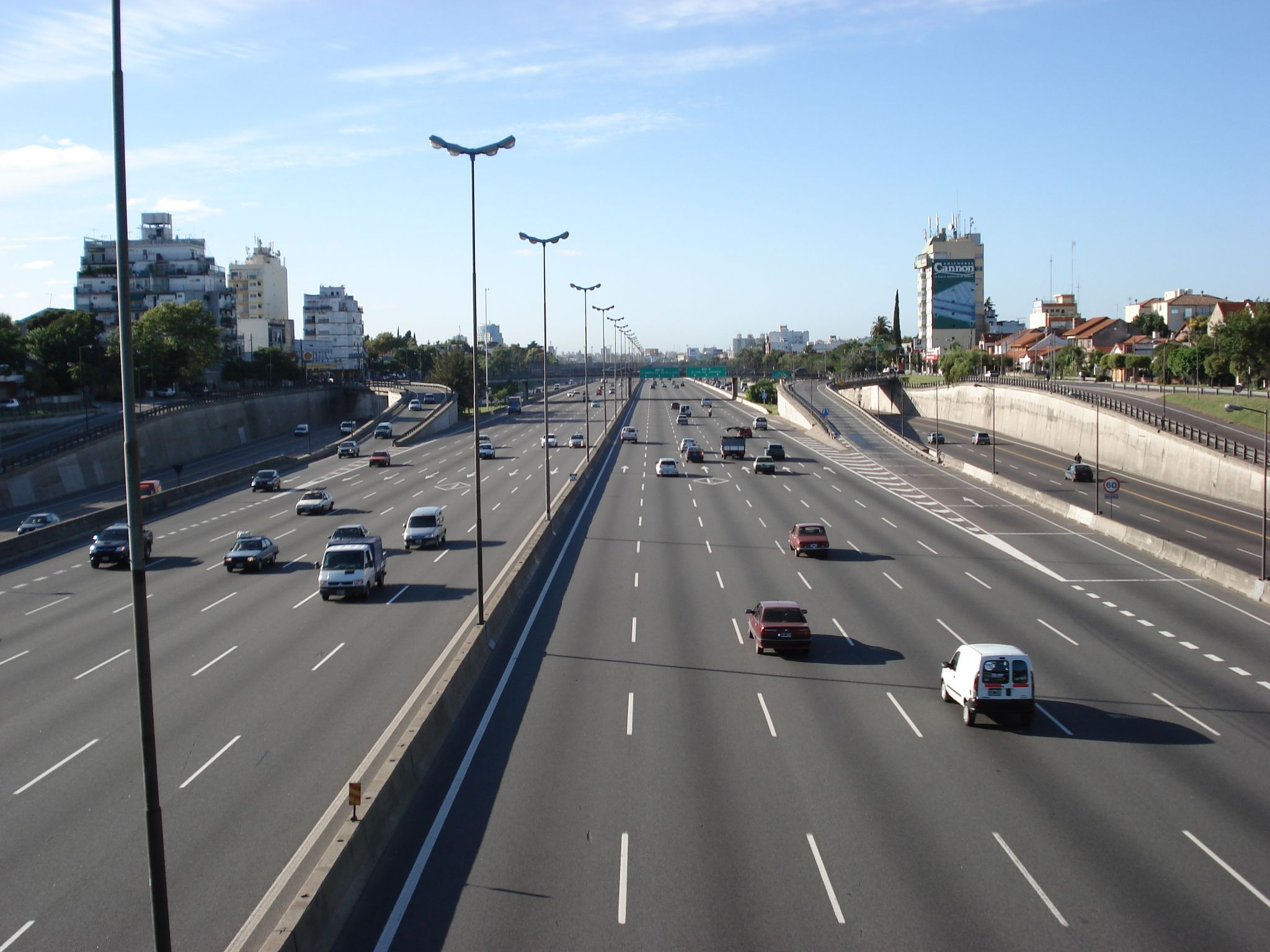
De Autopista Acceso Norte

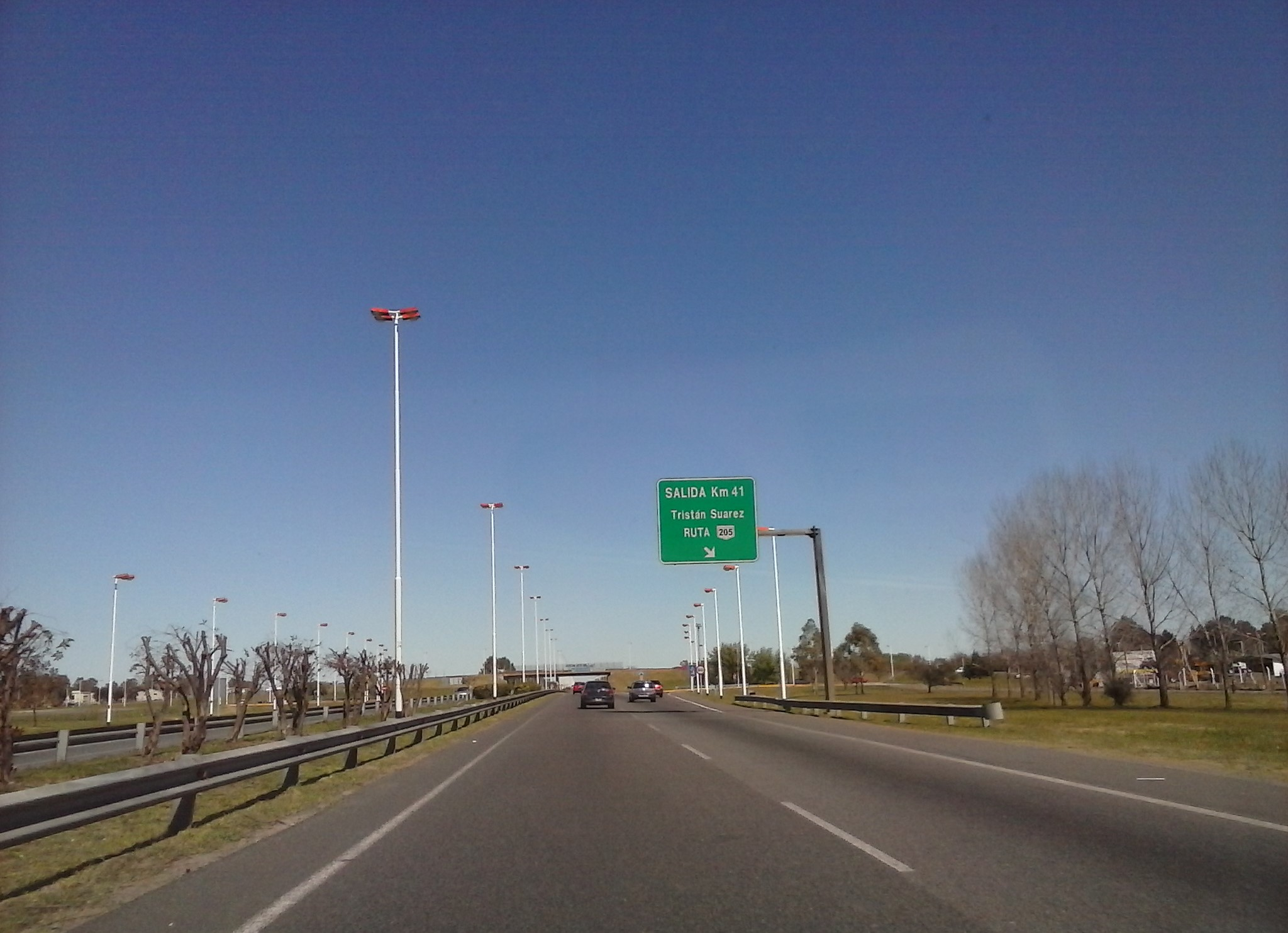
De autosnelweg Ezeiza-Cañuelas

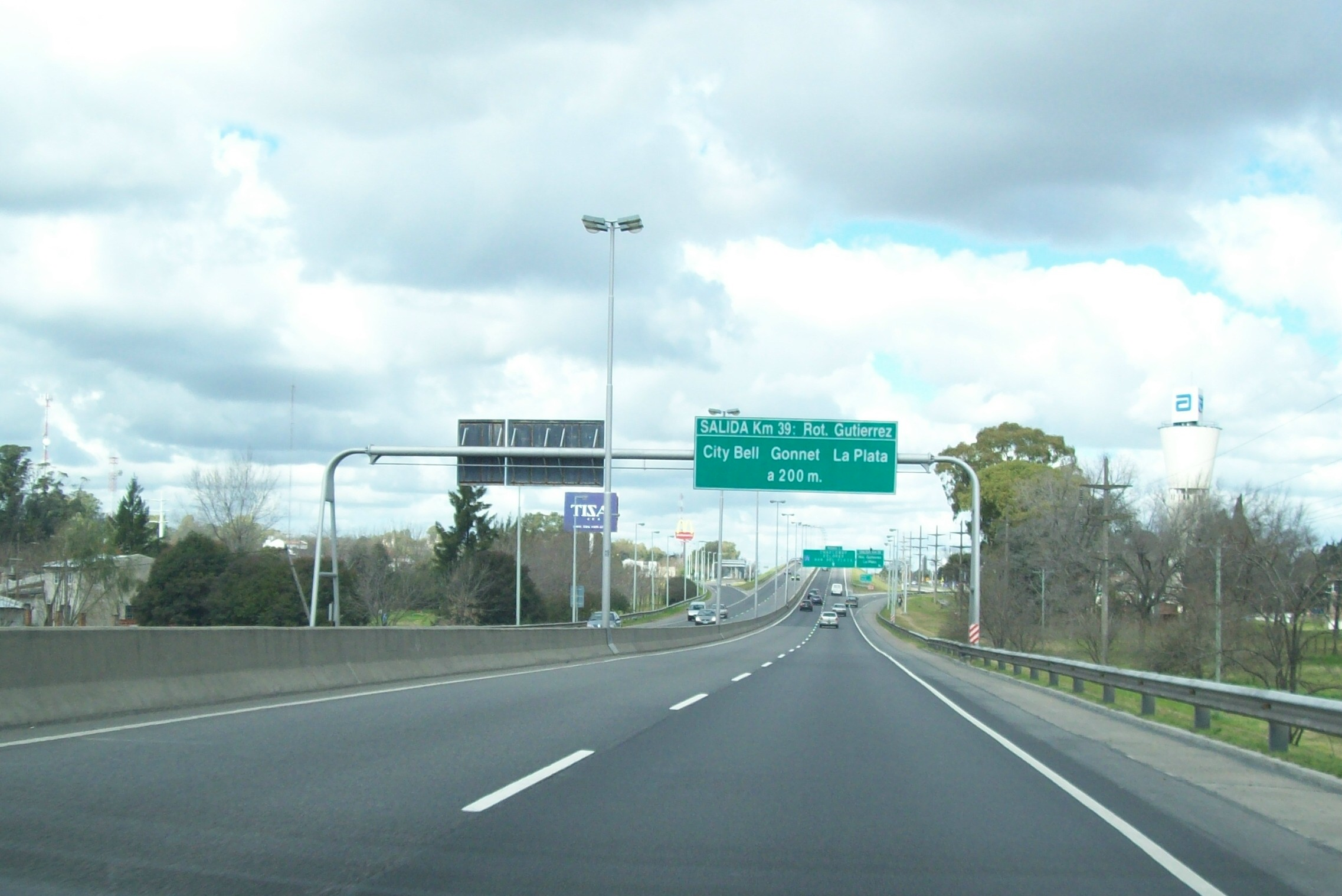
De autosnelweg A004

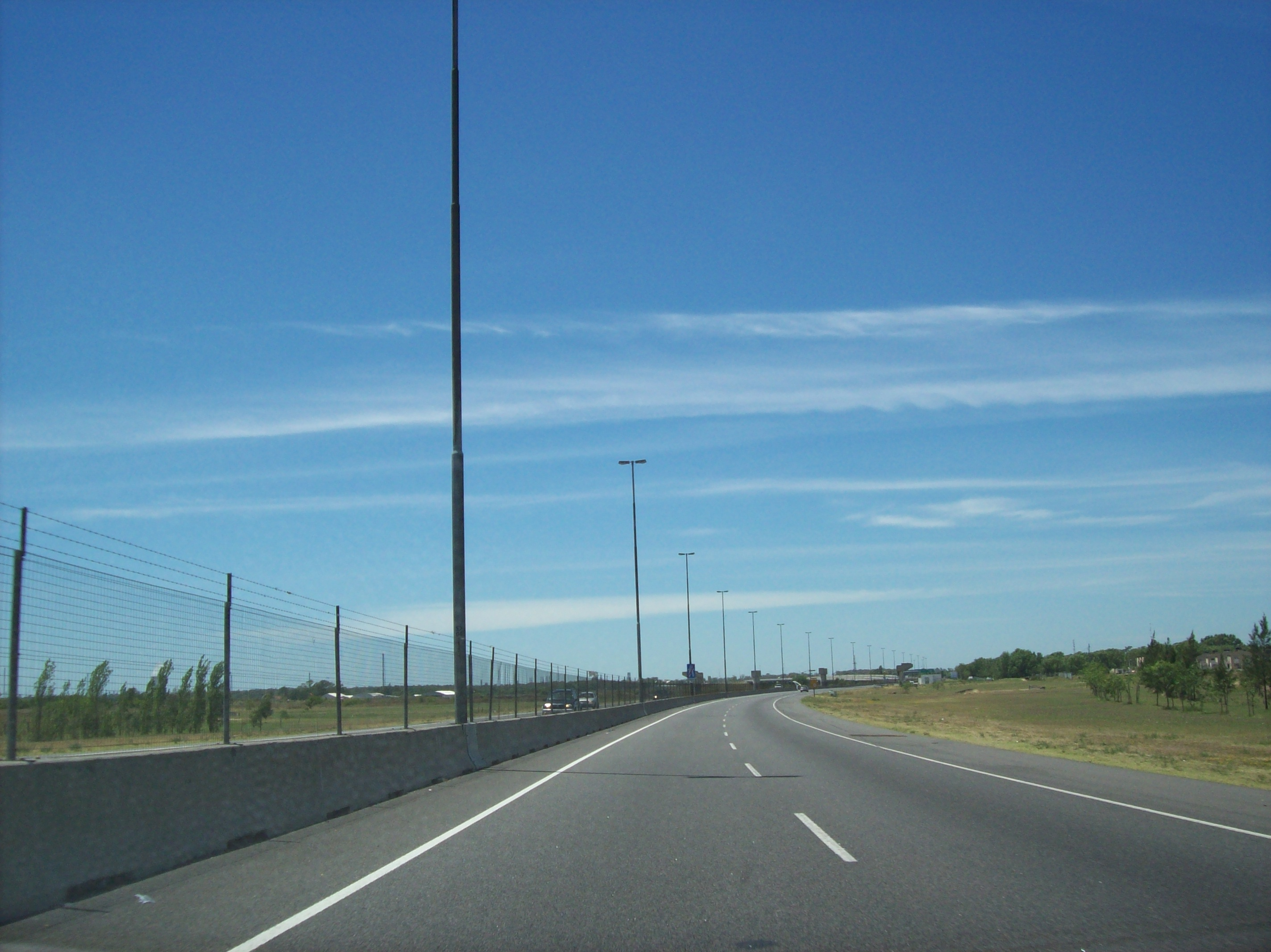
De autosnelweg Buenos Aires-La Plata

Hieronder volgt een lijst van autosnelwegen (autopista) in Argentinië.
- Autopista Acceso Norte – Een weg tussen Buenos Aires en Campaña, in drie deelstukken van 64, 25 en 8 kilometer.[1]
- Autopista Acceso Oeste – Een weg tussen Buenos Aires en Luján, van 60 kilometer.
- Autopista Acceso Sureste – Een weg tussen Buenos Aires en Wilde, van 3 kilometer.
- Autopista Buenos Aires-La Plata, deel van Ruta Nacional 1 – Een weg tussen Buenos Aires en La Plata, van 50 kilometer.
- Autopista Buenos Aires-Mar del Plata, deel van Ruta Nacional 2 – Een weg tussen Buenos Aires en Mar del Plata, waarvan de eerste 8 kilometer rond Buenos Aires volledig uitgebouwd zijn tot autonsnelweg.
- Autopista Ezeiza-Cañuelas  – Een weg tussen Ezeiza en Cañuelas, van 42 kilometer.
- Autopista Presidente Perón  – Een weg van 63 kilometer, als onderdeel van de in aanleg zijnde ringweg om Buenos Aires.[2][3]
- Autopista 25 de Mayo  of  AU1 – Een oost-westweg door Buenos Aires, van 10 kilometer.[4]
- Avenida Teniente General Luis J. Dellepiane  – Een weg door Buenos Aires, van 4 kilometer.
- Avenida General Paz  – Een randweg om Buenos Aires, van 24 kilometer. Tussen 1997 en 2000 werd de weg omgebouwd tot autosnelweg. [5]
- Autopista Ilia  of    Avenida Leopoldo Lugones   – Het noordoostelijke deel van de ringweg om Buenos Aires, van 6 kilometer. [6]
- Autopista Perito Moreno  of  AU6 – Een weg in Buenos Aires, die de Autopista acceso Oeste verbindt met de Autopista 25 de Mayo over 6 kilometer.[4]
- Autopista Teniente General Pablo Riccheri  of  A002 – Een weg tussen Buenos Aires en de zuidelijke voorsteden, van 16 kilometer.
- Autopista Presidente Arturo Frondizi  of  AV1 – Een weg in Buenos Aires en Avellaneda, van 4 kilometer.
- Autopista Presidente Cámpora  of  AU7 – Een weg in Buenos Aires, van 4 kilometer. [4]
- Acceso a Tigre of A003 - Een weg bij Tigre van 8,8 kilometer.
- A004 - Een aftakking van de Autopista Buenos Aires-La Plata  van 8 kilometer.
- Autopista Rosario-Córdoba  (Ruta Nacional 9) – Een weg tussen Rosario en Córdoba, van 380 kilometer. [7]
- Circunvalación de Córdoba  of  A019     – Een ringweg om Córdoba, van 47 kilometer. [8]
- Autopista Rosario-Santa Fe of AP-01    – Een weg tussen Rosario en Santa Fe, van 157 kilometer. [9]
- Circunvalación de Santa Fe  of  A007 – Een ringweg om Santa Fe, van 20 kilometer.
- Circunvalación de Rosario  of  A008 – Een ringweg om Rosario, van 30 kilometer.
- Circunvalación de Salta – Een ringweg om Salta, van 23 kilometer.
- Circunvalación de San Juan of  A014  – Een ringweg om San Juan, van 16 kilometer.
- Ruta Nacional 7 – Snelwegdelen tussen Luján en Carmen de Areco (66 kilometer), Chacabuco en Junín (58 kilometer), San Martín en Mendoza (55 kilometer). [10][11]
- Ruta Nacional 8 – Snelwegdeel tussen Pavón en Pergamino (172 kilometer).[12][13]
- Ruta Nacional 40 – Snelwegdeel tussen Mendoza en Ugarteche (36 kilometer).[14]
- Ruta Nacional 66 – Snelwegdeel tussen Ciudad Perico en Jujuy (27 kilometer).[15]